# Metatomarctus
Metatomarctus es un género extinto de mamífero carnívoro perteneciente a la subfamilia Borophaginae que habitó en América del Norte durante el Mioceno viviendo desde 23,0—5,3 millones de años y existiendo durante aproximadamente 17,7 millones de años.

## Taxonomía
El género fue descrito por Wang et al. en 1999. Estos carnívoros cazaban en grupos, como los cánidos modernos y pudieron haber depredado animales como Equus, roedores y otras presas pequeñas.

## Morfología
Se examinaron dos especímenes fósiles para estimar su masa corporal. El primero de ellos tenía un peso de 11,1 kilogramos. El segundo espécimen tenía un peso de 10,5 kilogramos.